# شاهان و ملکه‌ها (ترانه ترتی سکندز تو مارس)
«شاهان و ملکه‌ها» (به انگلیسی: Kings and Queens) تک‌آهنگی از ترتی سکندز تو مارس است که در ۱۳ اکتبر ۲۰۰۹ منتشر شد. این تک‌آهنگ در آلبوم این جنگ است قرار داشت.